# Вільдшенау
Вільдшенау (нім. Wildschönau) — громада округу Куфштайн у землі Тіроль, Австрія.
Вільдшенау лежить на висоті 936 м над рівнем моря і займає площу 97,40 км². Громада налічує 4146 мешканців.
Густота населення 43/км².
Громада включає в себе декілька сіл: Нідерау, Оберау, Ауффах і Тіренбах. Управління знаходиться в Оберау. Громада належить до судової управи Раттенберг.
|                                     |
| Вільдшенау на мапі округу та землі. |

 Адреса управління громади: Kirchen, Oberau 116, A-6311 Wildschönau.

## Виноски
1. ↑  Dauersiedlungsraum der Gemeinden Politischen Bezirke und Bundesländer - Gebietsstand 1.1.2018 — Статистичне управління Австрії.
2. ↑  Einwohnerzahl 1.1.2018 nach Gemeinden mit Status, Gebietsstand 1.1.2018 — Статистичне управління Австрії.
3. ↑  www.wildschoenau.tirol.gv.at. Архів оригіналу за 6 червня 2022. Процитовано 7 червня 2022.